# Phage display
Phage display er en biokemisk laboratorieteknik til undersøgelse af protein–protein, protein–peptid, og protein–DNA interaktioner, hvor der bruges fager (kort for bakteriofager, dvs. virus, der inficerer bakterier) til at forbinde et protein med den genetiske information, der koder for det. Ved genteknologi indsættes et gen, der koder for proteinet af interesse, i en fags genom, således at proteinet udtrykkes på overfladen af fagen. Se en skematisk illustration af teknikken her.
Fagen udviser nu en sammenhæng mellem genotype og fænotype og kan isoleres ved hjælp af proteinets bindingsspecificitet. Den isolerede fag er derefter udgangspunkt for isolering og anvendelse af genet for proteinet af interesse: monoklonale antistoffer, enzymer osv.
Nobelprisen i kemi for 2018 gik til Georg H. Smith og Gregory P. Winter for deres arbejde med udvikling og anvendelsen af phage display.